# 訃報 1992年10月
訃報 1992年10月（ふほう 1992ねん10がつ）では、1992年（平成4年）10月中に物故した、又は物故が報じられた人物についてまとめる。

## （1日 - 15日）

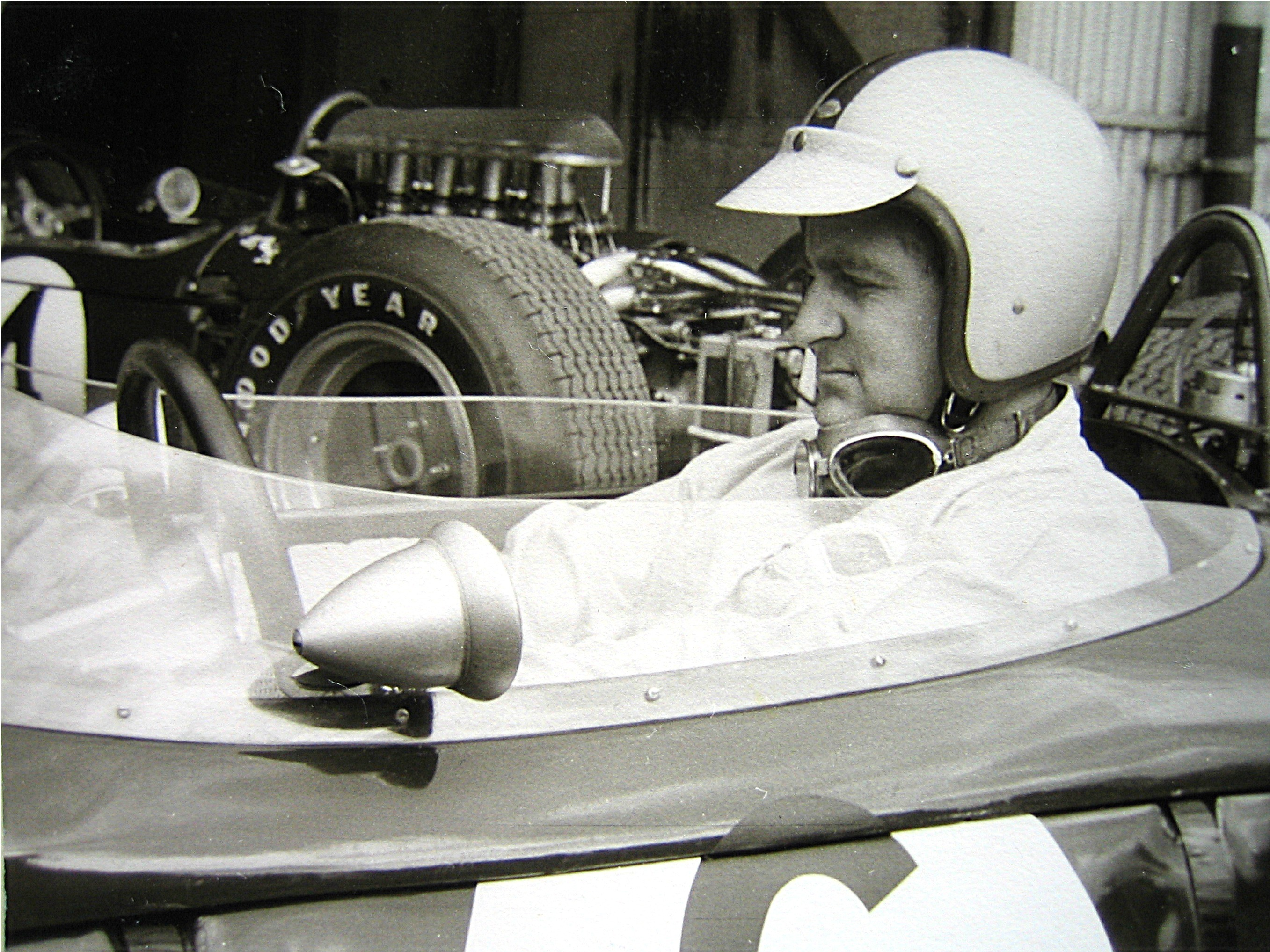
デニス・ハルム / 10月4日没

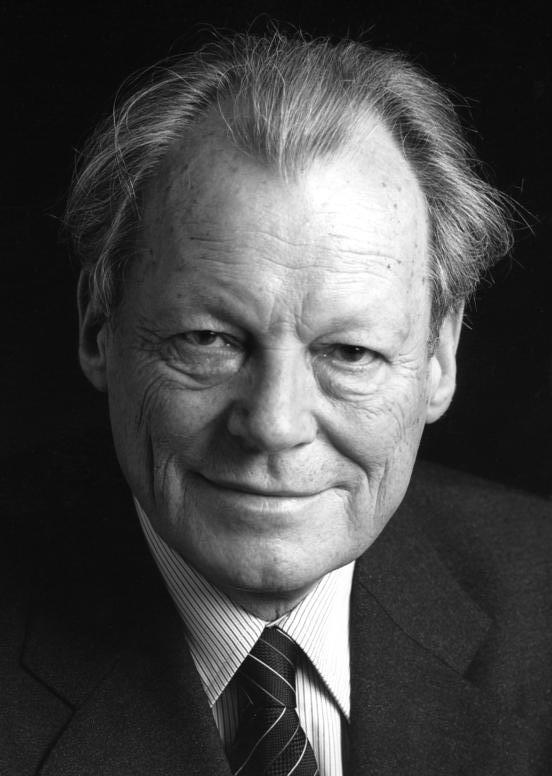
ヴィリー・ブラント / 10月8日没

玉川良一 / 10月14日没

- 10月2日 - 森谷良平、元プロ野球選手（* 1914年）
- 10月4日 - デニス・ハルム、F1ドライバー（* 1936年）
- 10月8日 - ヴィリー・ブラント、第4代ドイツ連邦首相（* 1913年）
- 10月13日 - 太地喜和子、女優（* 1943年）
- 10月14日 - 玉川良一、コメディアン（* 1924年）

## （16日 - 31日）

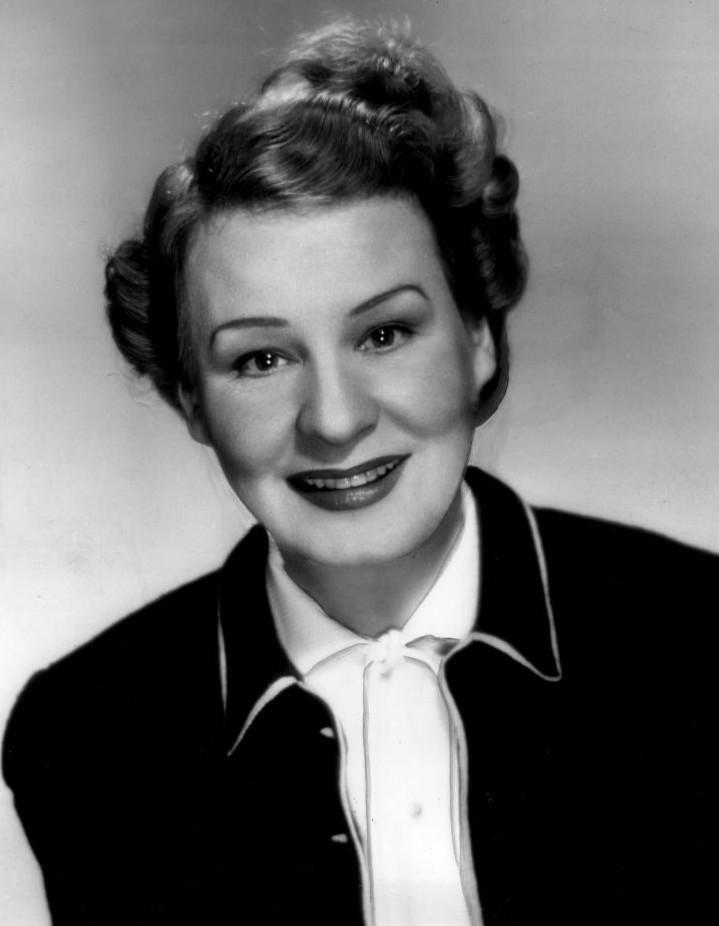
シャーリー・ブース / 10月16日没

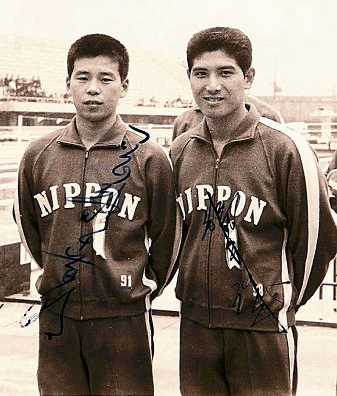
福井誠（右） / 10月18日没

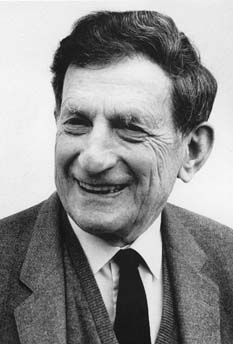
デヴィッド・ボーム / 10月27日没

- 10月16日 - シャーリー・ブース、女優（* 1898年）
- 10月16日 - 福沢一郎、画家（* 1898年）
- 10月16日 - 宇尾光治、物理学者（* 1925年）
- 10月18日 - 福井誠、競泳選手（* 1940年）
- 10月19日 - 長谷川峻、元労働大臣・運輸大臣・法務大臣（* 1912年）
- 10月26日 - 生原昭宏、アマチュア野球指導者（* 1937年）
- 10月27日 - デヴィッド・ボーム、物理学者（* 1917年）
- 10月31日 - 新村猛、フランス文学者・言語学者（* 1905年）